# Кам'яний брухт
Кам'яний брухт є побічним продуктом різних видів видобутку, таких як гірничодобувна промисловість та розробка кар'єрів. Камінь найчастіше знаходиться у відвалах (купи кам'яного брухту, видобутку з будівельних майданчиків у горах) сипкого матеріалу, експлуатація якого невигідна. Прикладом може бути гірський брухт, який не містить достатньої кількості рудних корисних копалин.